# Ambah
Ambah là một thành phố và khu đô thị của quận Morena thuộc bang Madhya Pradesh, Ấn Độ.

## Địa lý
Ambah có vị trí 26°43′B 78°14′Đ / 26,71°B 78,23°Đ Nó có độ cao trung bình là 161 mét (528 feet).

## Nhân khẩu
Theo điều tra dân số năm 2001 của Ấn Độ, Ambah có dân số 36.443 người. Phái nam chiếm 54% tổng số dân và phái nữ chiếm 46%. Ambah có tỷ lệ 66% biết đọc biết viết, cao hơn tỷ lệ trung bình toàn quốc là 59,5%: tỷ lệ cho phái nam là 74%, và tỷ lệ cho phái nữ là 56%. Tại Ambah, 16% dân số nhỏ hơn 6 tuổi.